# Trimma marinae
Trimma marinae es una especie de peces de la familia de los Gobiidae en el orden de los Perciformes.

## Morfología
Los machos pueden llegar a alcanzar los 2 cm de longitud total y las hembras 1.96.

## Hábitat
Es un pez de Mar y de clima subtropical y asociado a los arrecifes de coral que vive hasta los 9-26 m de profundidad.

## Distribución geográfica
Se encuentra en el Japón, Nueva Guinea y República de Palau.

## Observaciones
Es inofensivo para los humanos.